# Bottenvikens nationalpark
Bottenvikens nationalpark är en nationalpark i Finland, omfattande havet och skärgården utanför Torneå och Kemi. Den totala ytan är 157 km², varav endast 2,5 km² utgörs av land. Här häckar omkring 60 fågelarter, bland andra silvertärna, svärta och bergand, och här frodas annars relativt sällsynta skärgårdsväxter, exempelvis den utrotningshotade strandvivan. Det finns också kulturhistoriskt intressanta lämningar efter fiskebaser och på sina håll välbevarad kulturmark i form av vidsträckta havsstrandängar.
Bottenvikens nationalpark gränsar direkt till Sverige, på ön Kataja finns till och med landgräns.
I närheten, på svenska sidan (omkring 15 km från gränsen), ligger Haparanda skärgårds nationalpark.